# برنارد رايلي
برنارد رايلي (بالإنجليزية: Bernard Blomfield Riley)‏ هو سياسي أسترالي، ولد في 21 يوليو 1912 في أستراليا، وتوفي في 4 أغسطس 1978 في نفس البلد. انتخب عضو المجلس التشريعي نيو ساوث ويلز.